# Baron Macdonald

Wappen des Barons Macdonald

Baron Macdonald, of Slate in the County of Antrim, ist ein erblicher britischer Adelstitel in der Peerage of Ireland.
Der jeweilige Baron ist erblicher Clan Chief des schottischen Clans MacDonald. Familiensitz der Barone ist Kinloch Lodge auf der Halbinsel Sleat der Isle of Skye.

## Verleihung
Der Titel wurde am 25. Juli 1776 durch Letters Patent für Sir Alexander Macdonald, 9. Baronet geschaffen. Dieser hatte bereits 1766 von seinem Vater den Titel Baronet, of Sleat in the Isle of Skye in the County of Inverness, geerbt, der am 28. Mai 1625 in der Baronetage of Nova Scotia seinem Urururgroßvater verliehen worden war.
Der jüngere Bruder des 2. Barons erbte 1814 über seine Mutter die Ländereien der Familie Bosville in Thorpe und Gunthwaite in Yorkshire und nahm am 11. April 1814 mit königlicher Lizenz den Familiennamen Bosville an. Nachdem er 1824 seinen kinderlosen Bruder als 3. Baron Macdonald beerbt hatte, änderte er seinen Familiennamen mit königlicher Lizenz vom 20. Juli 1824 zu Bosville-Macdonald.
Mit Dekret vom 4. Juni 1910 entschied das Court of Session, dass die Baronetcy beim Tod des 3. Barons 1824 nicht an den dessen Sohn Godfrey, den 4. Baron, sondern an dessen älteren Bruder Alexander (1800–1847) als de iure 12. Baronet gefallen sei und nunmehr dessen Enkel Alexander (1865–1933) als 14. Baronet zustehe. Ersterer Alexander galt nach schottischem Recht als ehelich, nach irischem Recht aber als unehelich geboren. Infolgedessen ließ sich der damals amtierende 6. Baron mit Dekret des Lord Lyon King of Arms vom 30. Juni 1910 als Oberhaupt des Clans Macdonald bestätigen und kürzte seinen Familiennamen wieder auf Macdonald.
Heutiger Titelinhaber ist seit 1970 dessen Urenkel Godfrey Macdonald als 8. Baron.

## Liste der Barone Macdonald (1776)
- Alexander Macdonald, 1. Baron Macdonald (um 1745–1795)
- Alexander Macdonald, 2. Baron Macdonald (1773–1824)
- Godfrey Bosville-Macdonald, 3. Baron Macdonald (1775–1832)
- Godfrey Bosville-Macdonald, 4. Baron Macdonald (1809–1863)
- Somerled Bosville-Macdonald, 5. Baron Macdonald (1849–1874)
- Ronald Bosville-Macdonald, 6. Baron Macdonald (1853–1947)
- Alexander Macdonald, 7. Baron Macdonald (1909–1970)
- Godfrey Macdonald, 8. Baron Macdonald (* 1947)

Titelerbe (Heir apparent) ist der Sohn des aktuellen Titelinhabers, Hon. Godfrey Macdonald, Younger of Macdonald (* 1982).